# Melanargia melanojapygia
Melanargia melanojapygia är en fjärilsart som beskrevs av Ruggero Verity 1953. Melanargia melanojapygia ingår i släktet Melanargia och familjen praktfjärilar. Inga underarter finns listade i Catalogue of Life.